# Ponte da Ilha de Arousa
A ponte da Ilha de Arousa é uma ponte em viga em caixão que liga a ilha da Arousa e a costa da região de Salnés na Comunidade Autónoma espanhola da Galiza. Foi inaugurada em 14 de setembro de 1985, sendo naquela época uma das mais destacadas obras de engenharia civil de sua época no Estado espanhol. Uma reforma para a sua reparação foi planejada em 2007.

## História
A necessidade de uma ponte foi reivindicada há muitos anos na região e na ilha. Em 1952 foi criada uma comissão popular exigindo não só a construção da ponte, mas também electricidade em condições e reconhecimento como município próprio (hoje, desde 1997 concelho de A Ilha de Arousa). Em 1979 a comunidade organizou a Festa Pro Ponte para reivindicar a construção da infraestrutura. A logomarca do evento, reproduzida em mural e em bolsas de pano e camisetas, representava uma ponte estaiada. A construção da ponte foi orçada em 1.500 milhões de pesetas. Quando a ponte foi concluída, com uma extensão de 1980-2000 metros, era a mais longa da Galiza e uma das maiores de Espanha.

## Características
A ponte liga a ilha de Arousa à costa e é a única entrada terrestre de Arousa. É um termo comum no discurso e em vários painéis informativos designar a terra a leste da ponte como Continente. 
À data da inauguração, a ilha de Arousa pertencia ao município de Vilanova de Arousa. Metade da infraestrutura corresponde hoje ao município de Illa de Arousa e a outra metade a Vilanova. A iluminação da ponte foi alvo de polêmica em diversas ocasiões,  já que o município de Vilanova manteve as luzes apagadas afirmando não ser responsável pela infraestrutura. A estrutura possui uma viga contínua composta por 38 vãos de cinquenta metros cada e outros dois vãos nas extremidades de quarenta metros. A ponte foi projetada em forma de curva, com raio de 2,5 km. A altura dos elementos verticais que sustentam a estrutura varia entre 3,5 e 12 metros. Um elemento fundamental na construção são os pilotes, responsáveis por suportar o peso da estrutura. Estes pilotes atingem profundidades de até 40 metros. Embora o calado da Ria de Arousa naquela zona seja muito menor, com a prospecção foi necessário salvar alguns achados de riachos subterrâneos de água doce.

## Reparação

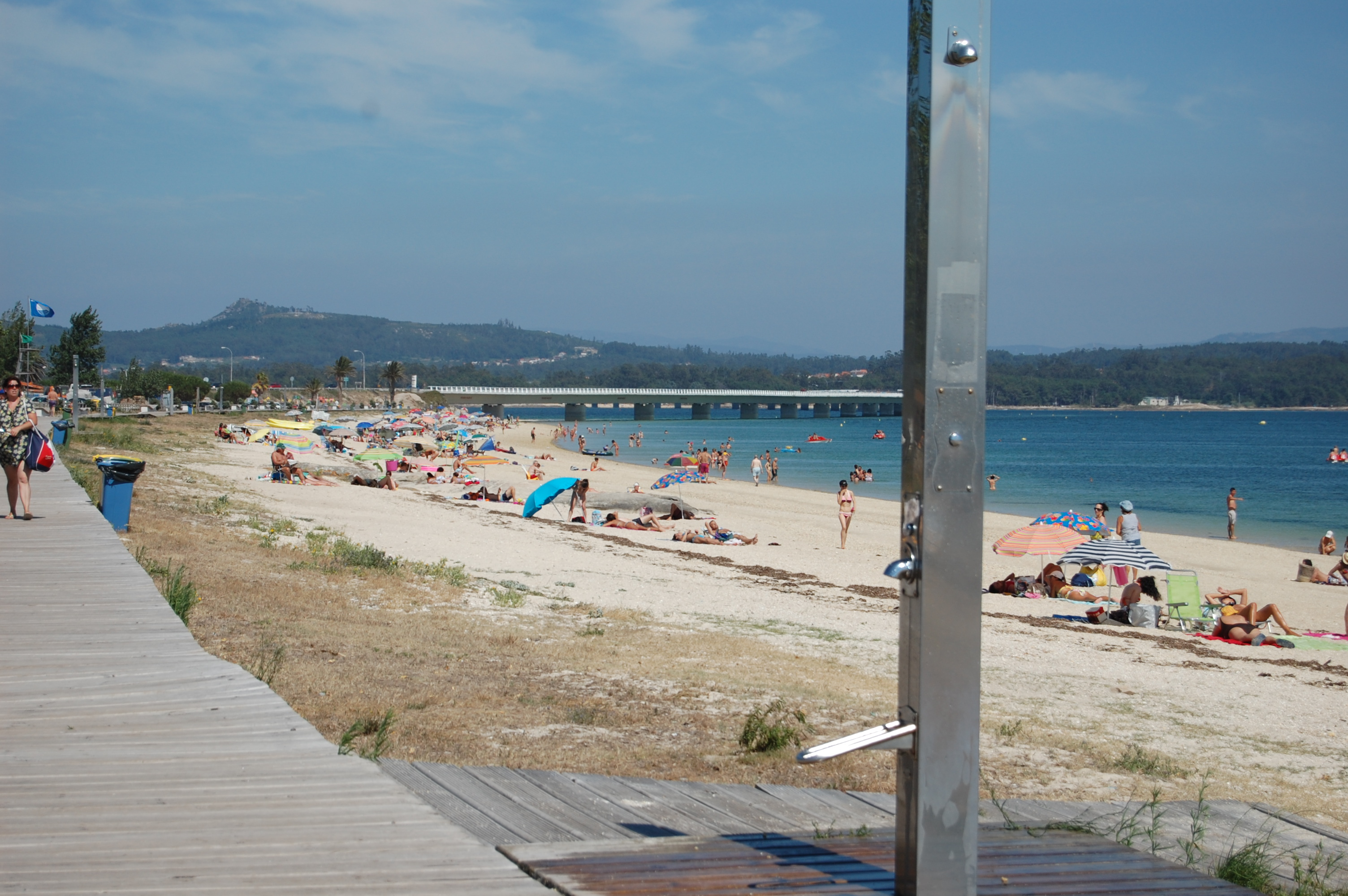
Ponte da ilha de Arousa vista da praia do Vao.

Ao longo dos anos, houve várias melhorias na ponte. Uma das reformas mais notáveis foi feita em 2011, quando foi introduzida iluminação própria na estrutura. As reparações previstas para a ponte permitiriam que esta começasse “do zero” em termos de durabilidade e capacidade de carga, ou seja, mais 50 anos dentro de um sistema de inspeção e manutenção que permite observar o comportamento da estrutura.
Foi realizada intervenção de injeção na viga do caixão e higienização dos metais corroídos na parte inferior do caixão, área de pilastras, estribos e passarelas contíguas, essas áreas foram reparadas antes da introdução de ânodos de sacrifício para evitar corrosão futura, com a instalação de tela de zinco e argamassa no espaço entre a face e um molde de fibra de vidro, as faces externas da ponte foram pintadas com tinta impermeável à base de cloreto, que permite a drenagem dos vapores de água internos, melhorando a resistência do concreto, e o interior da viga caixão foi pintado.